# Antoni Melchior Fijałkowski
Antoni Melchior Fijałkowski (ur. 3 stycznia 1778 w Zielomyślu, zm. 5 października 1861) – polski biskup rzymskokatolicki, teolog i działacz patriotyczny, biskup pomocniczy płocki w latach 1842–1844, wikariusz kapitulny zarządzający archidiecezją warszawską w latach 1844–1857, arcybiskup metropolita warszawski w latach 1857–1861.

## Życiorys
Syn Stefana i Beaty, pochodził ze szlacheckiej rodziny Fijałkowskich herbu Ślepowron. Studiował w seminarium w Gnieźnie, gdzie w 1801 otrzymał święcenia kapłańskie. Był kanonikiem włocławskim (1811) i kustoszem kapituły płockiej. Brał udział w powstaniu listopadowym jako kapelan armii powstańczej.
27 stycznia 1842 został mianowany biskupem pomocniczym diecezji płockiej i biskupem tytularnym Hermopolis Maior. Sakrę biskupią przyjął 15 maja 1842 we Włocławku. W latach 1844–1856 był prepozytem płockiej kapituły katedralnej.
Po śmierci biskupa Tomasza Chmielewskiego (zmarł 30 lipca 1844), w dniu 3 sierpnia 1844 został wybrany wikariuszem kapitulnym archidiecezji warszawskiej, ale zrzekł się urzędu. Ponownie został wybrany na ten urząd 21 września 1844. 18 września 1856 papież Pius IX mianował go arcybiskupem metropolitą warszawskim. 11 stycznia 1857 Fijałkowski odbył ingres do archikatedry św. Jana, paliusz przyjął z rąk biskupa pomocniczego kujawskiego Tadeusza Łubieńskiego.
Arcybiskup Fijałkowski sprawował rządy krótko, ale w warunkach trudnych i niebezpiecznych. W Warszawie narastało napięcie polityczne, manifestacje rozbijane przez wojsko rosyjskie z ulic przeniosły się do kościołów. Śpiewano pieśni patriotyczne, odbywały się nabożeństwa za ojczyznę. Mimo wielokrotnych nacisków władz rosyjskich arcybiskup nigdy nie przeciwstawił się manifestacjom patriotycznym w kościołach, a po krwawym stłumieniu manifestacji (pięciu poległych i kilkunastu rannych) na placu Zamkowym 27 lutego 1861 w Warszawie przez wojsko rosyjskie złożył namiestnikowi carskiemu protest i przewodniczył uroczystościom pogrzebowym. Jako prymas Królestwa Polskiego (chociaż tytułu tego nie używał) uważany był za przywódcę narodu i symbolicznego interreksa.
Zmarł 5 października 1861, a jego pogrzeb w dniu 10 października był kolejną wielką manifestacją patriotyczną, jedną z największych przed wybuchem powstania styczniowego. Został pochowany w krypcie arcybiskupów warszawskich w archikatedrze św. Jana Chrzciciela w Warszawie.